# Todesnacht von Stammheim

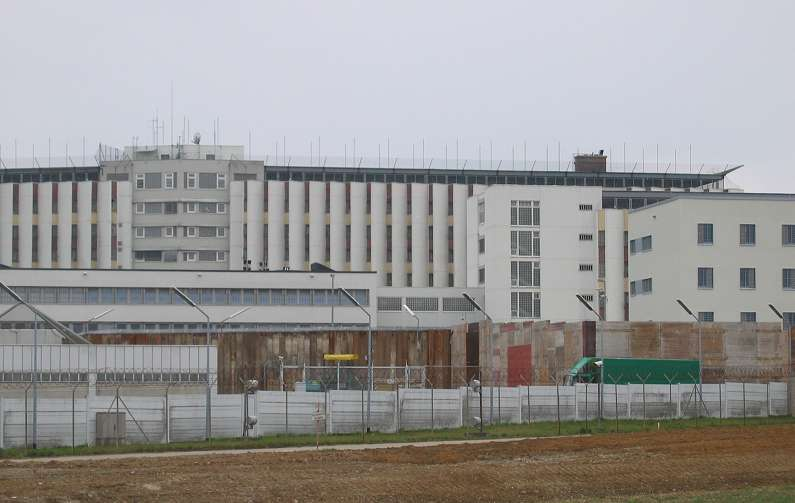
Justizvollzugsanstalt Stammheim

Als Todesnacht von Stammheim wird die Nacht zum 18. Oktober 1977 bezeichnet, in der die inhaftierten Anführer der Rote Armee Fraktion (RAF) Andreas Baader, Gudrun Ensslin und Jan-Carl Raspe in ihren Gefängniszellen in der JVA Stuttgart durch Suizid starben. Irmgard Möller überlebte schwer verletzt. Das Ereignis war der Schlusspunkt des sogenannten Deutschen Herbstes, in dem die zweite Generation der RAF versuchte, die inhaftierten Terroristen der ersten Generation freizupressen. Es stand in engem Zusammenhang mit der Schleyer-Entführung und der Entführung des Flugzeugs „Landshut“. Als Reaktion auf den Tod der Häftlinge wurde noch am selben Tag der von der RAF entführte Hanns Martin Schleyer ermordet. Zur Todesnacht von Stammheim existieren zahlreiche Spekulationen und Verschwörungstheorien – wie jene, die Suizide seien absichtlich nicht verhindert worden oder es habe sich um staatlich angeordnete Morde gehandelt.

## Vorgeschichte
Die Mitglieder der ersten Generation der RAF waren 1972 nach einer Anschlagsserie mit mehreren Todesopfern verhaftet worden. Die Gefangenen wurden 1973 im Hochsicherheitstrakt der JVA Stuttgart zusammengelegt und in einem neu gebauten Gerichtsgebäude neben der JVA vor Gericht gestellt. RAF-Mitgründerin Ulrike Meinhof starb 1976 in ihrer Zelle durch Suizid. Nach Meinhofs Tod wurde RAF-Mitglied Irmgard Möller ebenfalls nach Stuttgart verlegt. In dem langwierigen Stammheimer Prozess waren die Häftlinge Baader, Ensslin und Raspe im April 1977 zu lebenslangen Freiheitsstrafen verurteilt worden. Die Anwälte legten Revision ein, so dass die Urteile noch nicht rechtskräftig waren. Am 5. September 1977 entführte die zweite Generation der RAF den Arbeitgeberpräsidenten Hanns-Martin Schleyer, um die Häftlinge freizupressen. Als die Bundesregierung unter Leitung von Bundeskanzler Helmut Schmidt nicht nachgab, entführte am 13. Oktober 1977 eine Gruppe Terroristen der mit der RAF verbündeten Volksfront zur Befreiung Palästinas (PFLP) das  Flugzeug „Landshut“ und ermordeten im Verlauf dessen Flugkapitän. Am frühen Morgen des 18. Oktober 1977 wurde die Flugzeugentführung durch die GSG 9 beendet, wobei alle verbliebenen 90 Geiseln unverletzt befreit werden konnten.

## Waffen im Hochsicherheitstrakt

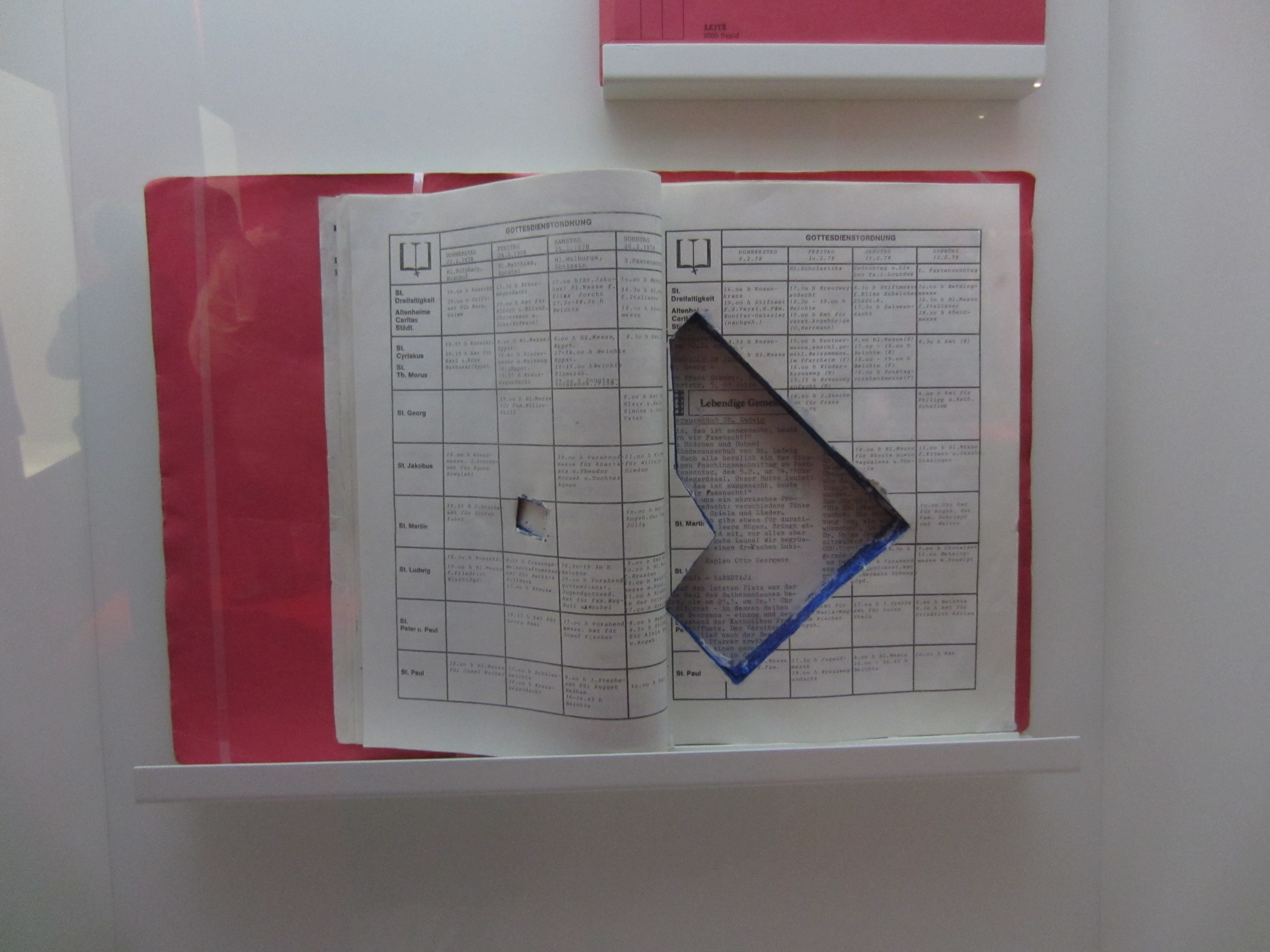
Versteck für Pistole in Akten (nachgestellt)

Von Rechtsanwalt Arndt Müller waren ab 1976 drei Schusswaffen in den Hochsicherheitstrakt in Stuttgart eingeschmuggelt worden. Mit zwei von ihnen töteten sich Raspe und Baader. Das spätere RAF-Mitglied Volker Speitel hatte 1976 bei Müller als „Kanzlei-Gehilfe“ gearbeitet; die Pistolen hatte er in Ungarn erworben.
Nach seiner Verhaftung wurde Speitel Kronzeuge und gab folgenden Ablauf zu Protokoll: Speitel fertigte einen Hohlraum in dem gehefteten Handaktenband des Anwalts an, so dass eine Selbstladepistole ohne Griffschalen gerade eben hineinpasste. Anschließend verklebte er die Stelle mit Buchbinderleim, so dass die Akte durchgeblättert werden konnte. Die Handakte wurde dann im Gerichtssaal an die Häftlinge übergeben, die diese mit in ihre Zellen nehmen durften. Die Handakten wurden nach den Verhandlungstagen nur durch Durchblättern oberflächlich durch einen Justizbeamten kontrolliert, da die Häftlinge meist schnell abgeführt werden sollten. Der Schmuggel wurde erst durch Speitel bekannt.
Erst später wurden in der Kanzlei Arndt Müllers präparierte Handakten gefunden. Auf diese Weise brachte Müller eine Fotokamera, mehrere Kochplatten, ein Transistorradio, diverse elektronische Kleinteile, drei Handfeuerwaffen, 650 Gramm Sprengstoff und Zünder in den Hochsicherheitstrakt. Nach dem Tod der Häftlinge wurden in mehreren Mauerverstecken Sprengstoff und Zünder gefunden. Speitel legte ein Geständnis ab, in dem er den Waffenschmuggel detailliert beschrieb. Arndt Müller behauptet, nicht gewusst zu haben, dass sich Schusswaffen und Sprengstoff in der Handakte befanden. 1978 wurde er jedoch wegen des Waffenschmuggels und Unterstützung einer terroristischen Vereinigung zu vier Jahren und acht Monaten Haft und weiteren fünf Jahren Berufsverbot verurteilt.
Jan-Carl Raspe erhielt eine Pistole der Marke Heckler & Koch, Typ HK4, die er in einem Mauerversteck hinter einer Fußleiste in seiner Zelle verbarg. Baader erhielt eine Pistole des ungarischen Herstellers FÉG, Kaliber 7,65 mm, die er zunächst ebenfalls in einem Mauerversteck und später in seinem Plattenspieler versteckte. Die dritte Waffe, ein Colt Detective Special, Kaliber 38, wurde erst einen Monat nach dem Tod der Häftlinge in Zelle 723 entdeckt, nachdem der Putz abgeschlagen worden war. Sie lag ebenfalls in einem Mauerversteck. In Zelle 723 hatte bis August 1977 Helmut Pohl eingesessen.
Mit eingeschmuggelten Elektroteilen und den für die Gefangenen erlaubten Plattenspielern hatte Raspe zudem über die von Zelle zu Zelle verlaufende Leitung des ehemaligen Anstaltsrundfunks eine Wechselsprechanlage angefertigt, über die sich die Gefangenen vermutlich unbemerkt verständigen konnten. Die Spekulation, dass die Gespräche der Gefangenen abgehört worden sein könnten, wurde stets dementiert. Nach neuesten Erkenntnissen scheint es jedoch erwiesen, dass in der JVA Stuttgart Zellen abgehört wurden. Ob die Behörden somit auch über die Waffen in den Zellen informiert waren, ist jedoch unklar und wird dementiert. Es ist davon auszugehen, dass die Häftlinge das offizielle Kontaktverbot umgehen konnten, das nach dem im Deutschen Bundestag im Eilverfahren beschlossenen Kontaktsperregesetz möglich wurde.

## Verlauf
Es gilt als sicher, dass Raspe am 18. Oktober 1977 gegen 0:40 Uhr aus seinem Radio im Deutschlandfunk von der erfolgreichen Befreiung der Geiseln der entführten Landshut erfuhr und dies an die anderen Gefangenen über die Wechselsprechanlage weitergab. Danach versuchten alle vier verbliebenen Häftlinge, sich umzubringen. Baader und Raspe erschossen sich mit Pistolen, Ensslin erhängte sich und Möller versuchte sich mit einem Messer das Leben zu nehmen.
Gegen 7:40 Uhr schloss Justizobersekretär Gerhard Stoll Raspes Zelle auf. Drei weitere Beamte waren anwesend. Raspe saß mit ausgestreckten Beinen auf seinem Bett, mit dem Rücken lehnte er an der Wand. Er blutete aus Mund, Nase und Ohren und einer Schusswunde in der rechten Schläfe. Auf der Matratze lag die Pistole. Raspe atmete noch und wurde in ein Krankenhaus gebracht, wo er gegen 9:40 Uhr starb. Gegen 7:50 Uhr öffneten die Beamten Baaders Zelle. Er lag auf dem Rücken mit einer Schusswunde im Genick tot auf dem Boden in einer großen Blutlache. 40 Zentimeter neben ihm lag eine Pistole. Gudrun Ensslin wurde in ihrer Zelle mit einem Kabel am Fensterkreuz hängend entdeckt. Irmgard Möller wurde in einer Blutlache auf ihrem Bett aufgefunden. Sie lag gekrümmt auf ihrer Matratze und war bewusstlos. Sie hatte in der Herzgegend vier Stichverletzungen. Nach einer Notbehandlung vor Ort wurde sie ins Krankenhaus gebracht und überlebte.

## Spekulationen und Verschwörungstheorien
Nach Aussage der ehemaligen RAF-Mitglieder Susanne Albrecht und Monika Helbing und anderer handelte es sich um geplante Suizide, die zur politischen Agitation als Mord hingestellt werden sollten. Die Eingeweihten hätten dieses Vorhaben Suicide Action genannt. Andere ehemalige Mitglieder der RAF bestreiten bis heute, dass es eine Absprache zum Suizid gegeben habe.

### These vom Staatsmord
Die Strafverteidiger Otto Schily, Hans-Christian Ströbele und Karl-Heinz Weidenhammer sprachen in den 1970er Jahren von Mord, ebenso die überlebende Irmgard Möller, die zudem bestritt, dass es eine Absprache zum kollektiven Suizid gegeben habe.
Die Zeitschrift Stern berichtete Anfang November 1977, dass es in der Nacht zum 18. Oktober in weiten Teilen der JVA Stammheim einen Stromausfall gegeben habe und somit der Zugang zum Hochsicherheitstrakt im siebenten Stock für Unbefugte möglich gewesen sei. Günter Gaus berichtete im November 1977, dass in der Presse der DDR verbreitet werde, die Toten von Stammheim seien ermordet worden.
Baader war mit einem Einschuss im Genick aufgefunden worden. Die Pistole lag 40 Zentimeter neben ihm. Das Ergebnis eines Gutachters des Bundeskriminalamtes, die Pulverschmauchspuren würden darauf hindeuten, dass Baader durch einen Genickschuss getötet worden sei, der „aus einer Entfernung zwischen 30 und 40 Zentimeter“ abgefeuert worden sein muss, stützte die Mordversion. Drei weitere Gutachter derselben Behörde kamen zu dem Schluss, dass sich Baader den Schuss selbst aufgesetzt haben könnte.
2008 ging Stefan Aust im Nachwort der stark ergänzten Neuauflage seines Buches Der Baader-Meinhof-Komplex näher darauf ein. Danach war dem wissenschaftlichen Rat beim Bundeskriminalamt Roland Hoffmann ein Hautteil vom Nacken Baaders zur Verfügung gestellt worden. Mit Röntgenfluoreszenzanalyse stellte er die Bleimenge fest und kam tatsächlich zu dem Schluss, dass die gemessenen 14300 Impulse pro Sekunde aus Vergleichsbeschuss eher mit einer Schussentfernung von 30 bis 40 Zentimetern vereinbar seien, statt 74000 bei aufgesetztem Schuss. Gleichzeitig hatte er aber auch auf der Haut eine Prägemarke und eine Schmauchhöhle gefunden, die eindeutig auf aufgesetzten Schuss hinwiesen. Er kam dann zu dem Schluss, dass die niedrige Impulsrate durch Verschleppung der Pulverschmauchspuren erfolgt sei und der Schuss aufgesetzt war, wie bei Selbstmord zu erwarten.
Die Schlussfolgerungen der deutschen Ermittlungsbehörden zum Tod der Häftlinge wurden auch im Urteil der Europäischen Kommission und des Europäischen Gerichtshofs für Menschenrechte vom 8. Juli 1978 über die Beschwerde von Baader, Ensslin, Raspe über ihre Haftbedingungen, die als unbegründet zurückgewiesen wurde, übernommen. Sowohl die durch die Ermittlungsbehörden in Auftrag gegebene Obduktion durch Joachim Rauschke und Hans Joachim Mallach auf dem Tübinger Bergfriedhof und die durch Gerhard Halbritter abgenommenen Totenmasken als auch die zweite Untersuchung der Leichen auf Betreiben von Angehörigen und Anwälten ergaben keine Anhaltspunkte für Fremdeinwirken. Auch das Ministerium für Staatssicherheit der DDR ließ prüfen, ob Baader, Ensslin und Raspe nicht doch ermordet worden sein könnten, fand dafür aber keine stichhaltigen Hinweise.
Die ursprünglich geheimen Teile der damaligen Gutachten wurden Ende der 1990er Jahre veröffentlicht. Otto Schily äußerte sich später, er sei „zu 99 Prozent“ überzeugt, dass es sich um Selbstmorde gehandelt habe.
Im Oktober 2012 beantragte Gudrun Ensslins Bruder Gottfried mit dem Buchautor Helge Lehmann bei der Staatsanwaltschaft in Stuttgart die Neuaufnahme des Todesermittlungsverfahrens, weil das angebliche Vernehmungsprotokoll eines Aufsichtsbeamten namens Hans Springer, der in der Todesnacht in Dienst gewesen sei, aufgetaucht sei. Darin sage er aus, er sei für die Zeit zwischen 0:30 Uhr und 3:30 Uhr telefonisch von einer unbekannten Person von seinem Posten abberufen worden. Man habe ihm aber versichert, dass die Bewachung der Gefangenen trotzdem sichergestellt werde. Im April 2013 lehnte die Staatsanwaltschaft Stuttgart die Wiederaufnahme von Ermittlungen ab, unter anderem da begründete Zweifel an der Echtheit des Vernehmungsprotokolls bestünden. Neben inhaltlichen und formalen Ungenauigkeiten stellte das kriminaltechnische Institut des LKA Baden-Württemberg fest, dass sowohl der verwendete Schreibmaschinen- als auch der Schrifttyp nicht mit 96 zum Vergleich herangezogenen Protokollen aus der damaligen Zeit übereinstimmten. Auch die weiteren Hinweise im Wiederaufnahmeantrag, der überwiegend auf Lehmanns Buch Die Todesnacht von Stammheim basierte, wurden in einem ausführlichen Vermerk von der Staatsanwaltschaft untersucht und verworfen.

### These vom Suizid unter staatlicher Aufsicht
Eine weitere Spekulation ist die These von „Suiziden unter staatlicher Aufsicht“. Diese unterstellt einzelnen staatlichen Akteuren, etwa Geheimdienstbehörden, die Kommunikation der Gefangenen über deren heimlich selbstgebaute Wechselsprechanlage abgehört zu haben. Damit wären die Absichten der Häftlinge wie auch deren Waffenbestände zumindest einzelnen Behördenvertretern oder gar Politikern bereits im Vorfeld bekannt gewesen. Einige Anhänger der Theorie unterstellen, der Staat hätte die Gefangenen aber gewähren lassen, um sie loszuwerden. Ein am 10. September 2007 in der ARD ausgestrahlter Dokumentarfilm von Stefan Aust stellt Vermutungen in dieser Richtung an. Der ehemalige Strafverteidiger Hans-Christian Ströbele gehörte zu den Anhängern der These. In den aktuellen Auflagen seines Buches Der Baader-Meinhof-Komplex zitiert Aust aus erst 2007 beziehungsweise 2019 freigegebenen Akten des Staatsschutzes Baden-Württembergs sowie des BND, der mit dem Einbau der Abhöranlagen in den Zellen der Gefangenen in Amtshilfe beauftragt war. Hieraus ergibt sich, dass die Abhöranlage jedenfalls bis zum Beginn der Schleyer-Entführung intakt war und für genau solche Fälle eingebaut wurde, da vermutet wurde, dass die Gefangenen aus den Zellen heraus Einfluss auf die RAF-Mitglieder in Freiheit nähmen. Diese Abhörmaßnahmen während der Schleyer-Entführung bestätigt auch Rainer Hofmeyer, ehemals Leiter der Abteilung Terrorismusbekämpfung beim BKA, in einer Mail an Aust. Dieser geht in der Gesamtschau davon aus, dass die Gefangenen während der gesamten Schleyer-Entführung durchgängig abgehört wurden durch die Wanzen sowie durch „Anzapfung“ der von den Häftlingen hergestellten Gegensprechanlage. Deshalb sei es naheliegend, dass auch die Todesnacht abgehört wurde, wobei allerdings nicht klar sei, ob diese live mitgehört wurde oder während der Nacht nur ein Tonband lief, das später abgehört wurde.

### Diskussionsstand
Die Historikerin Sabine Bergstermann weist auf zahlreiche Pannen und Widersprüche bei der Untersuchung der Todesfälle hin und zieht den Schluss, dass „der Vorwurf einer einseitigen und keineswegs ergebnisoffenen Ermittlungsarbeit nicht von der Hand zu weisen“ ist. Persönlich sei sie vom Suizid Baaders, Ensslins und Raspes überzeugt, es sei aber nicht wahrscheinlich, dass sich die Ereignisse so zutrugen, wie es die Untersuchungskommission und die Staatsanwaltschaft darstellten. In vielen journalistischen und wissenschaftlichen Veröffentlichungen werden die Spekulationen über eine Ermordung der Häftlinge als Verschwörungstheorien bezeichnet.